# Pentodon bidens
Pentodon bidens (Pallas, 1771) è un coleottero appartenente alla famiglia Scarabaeidae.

## Descrizione

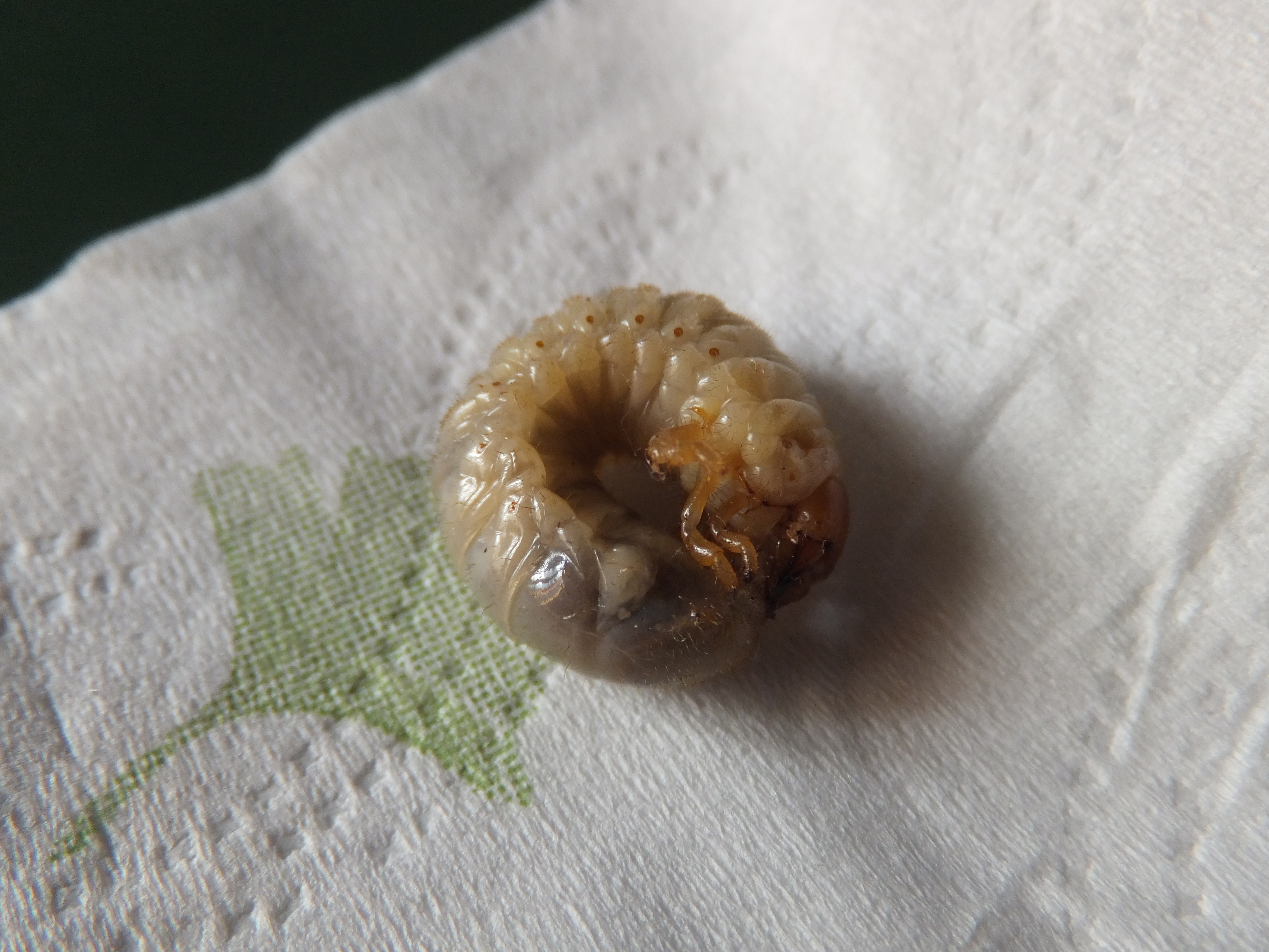
Larva di P. bidens.

P. bidens si presenta come un coleottero di medie dimensioni, oscillando tra i 15 e i 26 mm di lunghezza. È caratterizzato da un corpo tozzo e robusto, dal colore nero opaco. Sul torace presenta una lieve pubescenza.

## Biologia

### Comportamento
Gli adulti volano al crepuscolo, tendenzialmente radenti al suolo.

### Alimentazione
Sia le larve sia gli adulti sono fitofagi, nutrendosi soprattutto piante erbacee: le larve vivono all'interno del terreno rosicchiando le radici delle piante.

### Ciclo vitale
La larva, che esce dalle uova dopo un paio di settimane che queste vengono deposte, si nutre di radici di piante erbacee. 
Dopo circa due anni la larva si trasforma in pupa, stadio in cui sviluppa ali, zampe e organi sessuali. Gli adulti appaiono a primavera e restano visibili fino ad autunno inoltrato.

## Distribuzione e habitat
Il Pentodon bidens vive in Europa meridionale, Asia e Africa del Nord. In particolare la sottospecie Pentodon bidens sulcifrons è diffusa in Turchia, Cipro, Iran, Iraq, Giordania, Israele e Egitto.
Predilige in particolar modo le praterie.

## Tassonomia

### Sottospecie
Ad oggi sono riconosciute tre sottospecie:
- Pentodon bidens bidens Pallas, 1771
- Pentodon bidens sulcifrons Kuster, 1848
- Pentodon bidens punctatus Villers, 1789